# ریجنتس پارک (نیو ساوت ولز)
ریجنتس پارک (به انگلیسی: Regents Park) یک حومه شهر در استرالیا است که در نیو ساوت ولز واقع شده‌است.